# Cenerentola a Parigi
Cenerentola a Parigi (Funny Face) è un film musicale del 1957, diretto da Stanley Donen e interpretato da Audrey Hepburn e Fred Astaire. Il film, che usa le canzoni dell'omonimo musical di Broadway del 1927 di George Gershwin e Ira Gershwin, si ispirò in realtà a un altro musical teatrale, Wedding Bells di Leonard Gershe.

## Trama
La rivista di moda Quality è alla ricerca di un nuovo volto, che riesca a far sognare di nuovo le donne americane. Grazie all'intuizione del fotografo Dick Avery il nuovo sogno viene individuato in Jo Stockton, una timida e intellettuale bibliotecaria, che disprezza la vita mondana ritenendola solo un gioco di falsità. La giovane si lascia comunque convincere dalla energica direttrice della rivista, Maggie, e da Dick a partire per Parigi, ma in realtà è incantata dalla possibilità di incontrare il suo mito filosofico, il Professor Flostre.
Arrivata a Parigi, Jo è rapita dal fascino elegante della moda e ancor di più dalle delicatezze di Dick durante i servizi fotografici. La sera del suo gran debutto, però, si dimentica di presentarsi perché si reca alla casa del filosofo Flostre, ammaliata dalle sue arie da filosofo.
A casa di Flostre accorrono Maggie e Dick, e cercano di convincerla ad andare alla sfilata, ma lei li allontana e rifiuta di ribassarsi al mondo mondano. Poi però scopre che Flostre non è interessato alla sua profondità intellettuale, ma solo ad avere un rapporto con lei, così lo colpisce con una statuetta. A questo punto Jo va alla sfilata, dove scopre che Dick se n'è andato all'aeroporto. Attraverso un gioco di coincidenze e intuizioni, Dick e Jo si incontrano nuovamente in uno dei parchi in cui avevano fatto il servizio fotografico, e lì ammettono di amarsi.

## Produzione
Il guardaroba di Audrey Hepburn, che nel film interpreta una modella, è firmato da Hubert de Givenchy.
In questo film Audrey Hepburn canta senza essere doppiata a differenza di quanto accadde qualche anno dopo nel film My Fair Lady (1964).
Kay Thompson che normalmente lavorava come direttrice d'orchestra per le musiche, appare come attrice in questo film nella parte di Maggie Prescott, direttrice di una rivista di moda.
Il personaggio di Astaire era liberamente ispirato alla figura del fotografo Richard Avedon, le cui foto appaiono in questo film, come foto del personaggio interpretato da Astaire. Fred Astaire interpretò il suo ruolo anche nella versione teatrale di Gershwin.

## Distribuzione
Il film è stato presentato in concorso al 10º Festival di Cannes.

## Riconoscimenti
- 1958 - Premio Oscar
  - Candidatura alla miglior sceneggiatura originale a Leonard Gershe
  - Candidatura alla miglior fotografia a Ray June
  - Candidatura alla miglior scenografia a Hal Pereira, George W. Davis, Sam Comer e Ray Moyer
  - Candidatura ai migliori costumi a Edith Head e Hubert de Givenchy
- Nel 1957 il National Board of Review of Motion Pictures l'ha inserito nella lista dei migliori dieci film dell'anno.